# Vardøya
Vardøya (sandsynligvis af Varg + øya) er en ø i Vardø kommune i Troms og Finnmark og som er adskilt fra fastlandet af Bussesundet. Vardøya er sandsynligvis oprindelig to tidligere øer som i middelalderen er blevet forenet over et smalt stræde som kaldes Valen hvor bl.a. dagens rådhus ligger.
Vestøya er længst og strækker sig fra Skagen i nord til Steilneset i syd, der Vardøtunnelen går igennem. På nordsiden af Valen ligger nordlige vig med dampskibskajen og de to moler, Festningsmoloen i vest og Vestervågsmoloen i øst. Syd for Valen findes en sydlig vig, hvor Vardøs forrige fæstning, Slottet, lå.
På den langt mindre Austøya ligger det lave Vårberget som siden 1950'erne har huset Forsvarets anlæg, og derfor har været forbudt område for de fleste indbyggere i byen. Den nordlige del af Austøya kaldes Vestervågen og dens sydlige del af Austøya kaldes Østervågen.
70°22′44″N 31°05′13″Ø / 70.379°N 31.087°Ø